# Barbara Mearns
Barbara Crawford Mearns (* 12. Mai 1955 in Greenock, Renfrewshire) ist eine schottische Autorin von Ornithologenbiographien. Weitere Interessensschwerpunkte sind die Vogelbeobachtung und der Umweltschutz.

## Leben
Mearns ist die Tochter von George und Jean Crawford, geborene Kinloch. Ihr Vater war Lehrer. 1973 begann sie am Astley Ainslie College of Occupational Therapy in Dumfries ein Studium der Ergotherapie, das sie 1975 bei der British Association of Occupational Therapists mit Diplom abschloss. Von 1976 bis 1980 arbeitete sie in der Kinderpsychiatrie des Crichton Royal Hospital in Dumfries. Von 1980 bis 1981 studierte sie am Bible Training Institute of Glasgow. Im April 1981 heiratete sie Richard Mearns (* 1950), einen Parkaufseher und Ornithologen. Seit 1985 ist sie Mitglied beim A Rocha Trust, einer internationalen, christlichen Umweltschutzorganisation, die unter anderen Studienzentren in Kanada, Kenia, Portugal, Frankreich und in der Tschechischen Republik unterhält. Zu den Initiativen dieser Vereinigung zählen der Schutz der Aammiq-Sümpfe im Libanon, Projekthilfe zur Erwirtschaftung nachhaltiger Einkommen in verarmten Gemeinden sowie der Schutz der Trockensavanne in Ghana. Von 1997 bis 2002 koordinierte Mearns das britische Büro und die Kommunikationsarbeit dieser Organisation, seit 2002 ist sie Verwalterin bei A Rocha International. Seit 1988 veröffentlichte sie gemeinsam mit ihrem Mann Biographen über Ornithologen, darunter Biographies for Birdwatchers: The Lives of Those Commemorated in Western Palearctic Bird Names (1988), Audubon to Xántus: The Lives of Those Commemorated in North American Bird Names (illustriert von Dana Gardner, 1992), The Bird Collectors (1998) und John Kirk Townsend: Collector of Audubon’s Western Birds and Mammals (2007). 2012 veröffentlichte sie gemeinsam mit Leonie Ewing den Gedichtband Bairns and Beasts. 2022 erschien eine überarbeitete Auflage von Biographies for Birdwatchers: The Lives of Those Commemorated in Western Palearctic Bird Names in zwei Bänden.